# Stefano Paternò
Stefano Paternò (Milano, 18 agosto 1995) è un artista marziale misto italiano.

## Carriera
Esordisce nelle arti marziali miste all'età di 16 anni, il 21/07/2012, vincendo il suo primo match per submission al primo round.
Nel 2017, dopo aver sconfitto Alesssandro Botti (per stop medico) e Danilo Belluardo (per KO, successivamente chiamato in UFC), partecipa al torneo da 2 match in una notte, sconfiggendo prima Cody McKenzie per KO al primo round e pareggiando poi con Giorgio Pietrini.
Nel 2018 conquista il titolo di campione dei pesi welter ICF sconfiggendo John Maguire, per KO al primo round.
Nello stesso anno, andrà alla conquista del titolo Cage Warriors sconfiggendo, ancora una volta per KO al primo round Mehrdad Janzemini.
Perderà poi il titolo Cage Warriors ai punti per Split Decision nel suo match successivo contro Ross Houston nell'ottobre 2018. Durante questo combattimento, Paternò si ruppe la mano destra, ma riuscì comunque a portare a termine il combattimento. 
Dopo questo infortunio alla mano sarà però costretto ad un lungo stop, che lo porterà ad un intervento chirurgico. Un anno dopo batte Ashley Reece a Bellator 230, vincendo per decisione unanime.
Il 26 ottobre 2020 torna a combattere in Bellator contro Ion Pascu al Bellator Euro Series 8 tenutosi a Milano. Paternò affrontò il combattimento con un grave infortunio al collo perdendo ai punti.
A seguito di questo incontro gli fu esportato un disco vertebrale, sostituito poi con una placca di titanio e quattro viti, nella zona cervicale.
In questo periodo gli infortuni si susseguono ed è costretto al forfait nell’evento Bellator 275 a Dublino contro Luca Poclit del 25 febbraio 2022.
Paternò decide di lasciare Bellator e torna nella promotion Venator FC, a distanza di quattro anni e mezzo dal pareggio contro Giorgio Pietrini. Il 14 maggio 2022 viene annunciato l'evento Venator FC 11 dove viene messo in palio il titolo dei pesi welter. L’avversario è Michelangelo Colangelo. Paternò vince per decisione unanime, conquistando la terza cintura in carriera.
Nell'ottobre dello stesso anno difese il titolo Venator Fighing Championship vincendo per KO al primo round contro il tedesco Kevin Hangs.
Seguì un lungo periodo di stop per Paternò, questa volta non dovuto a infortuni, bensì a scelte manageriali.
A Novembre del 2023 decise quindi di cambiare Management, affidandosi all'Intensiti Management di Graham Boylan.
Graham propose con un preavviso di 4 settimane, dopo più di un anno di stop Ion Surdu.
Paternò vince ai punti il primo round. 
Torna in Cage Warriors per combattere nuovamente sulla UFC Fight Pass e vince 3 incontri, tutti prima del limite: Submission contro l'americano Scottie Stockman, KO contro il finlandese Olli Santalahti e ancora KO contro il brasiliano Jorge Bueno.